# Casa dell’Imperatrice di Russia

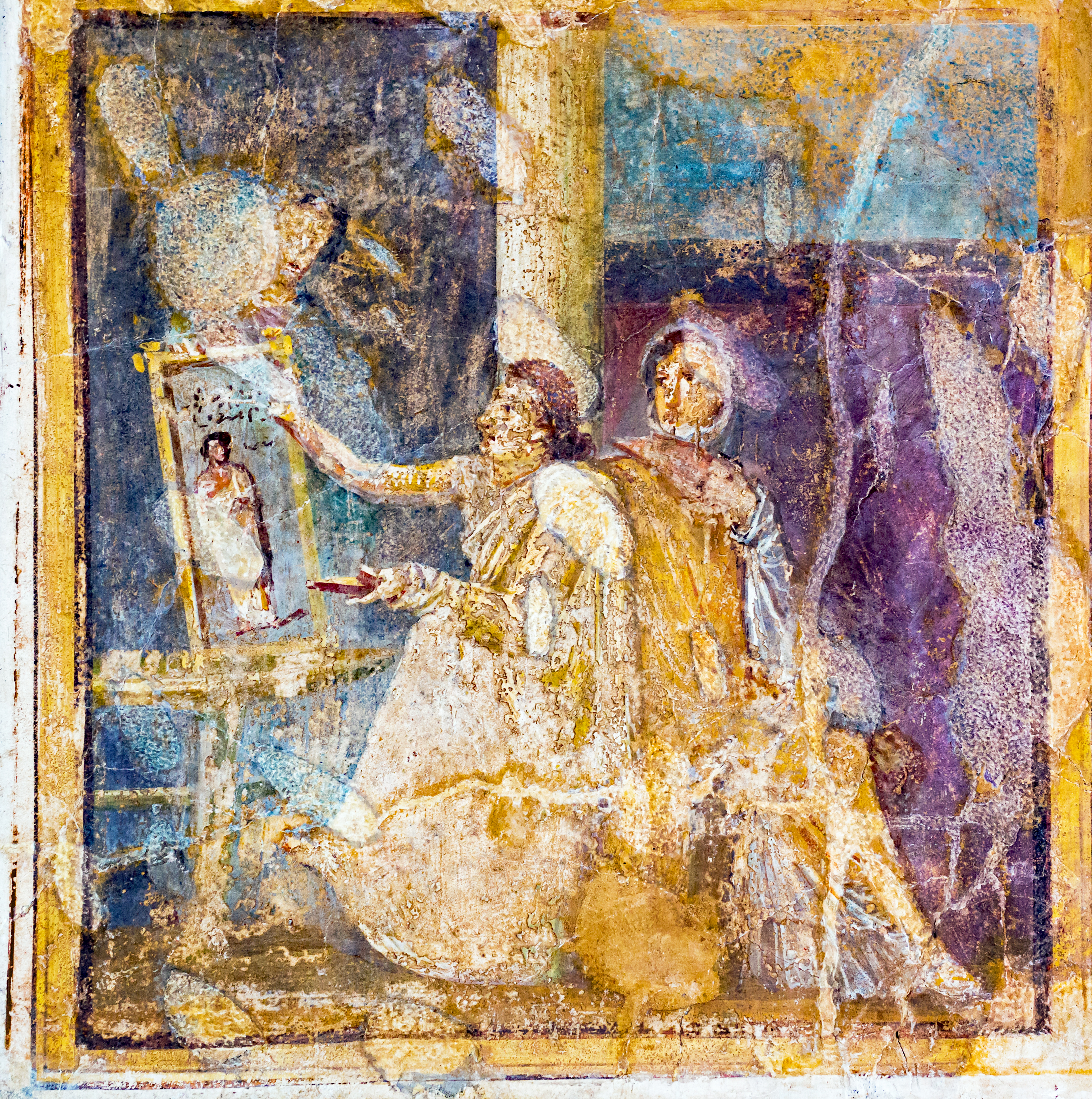
Malerin am Werk

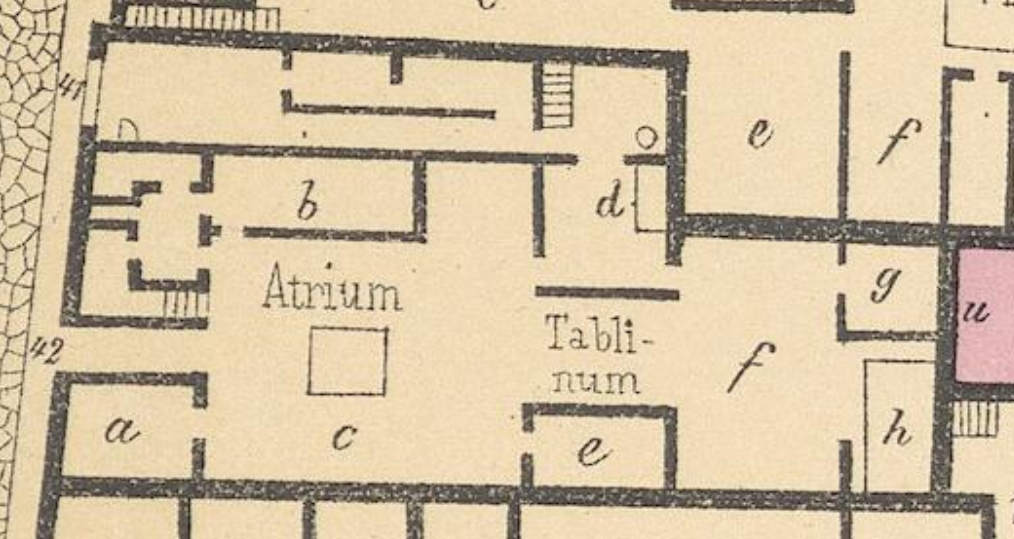
Grundriss des Hauses

Bei der Casa dell’Imperatrice di Russia (Haus der Kaiserin von Russland) handelt es sich um ein Wohnhaus in Pompeji (VI.14, 42). Das Haus wurde 1846 und 1876 ausgegraben. Bei den Grabungen 1846 war Marija Alexandrowna anwesend, die Kaiserin von Russland, was dem Haus seinen modernen Namen gab. Einige Räume im Haus waren einst ausgemalt, doch ist davon heute kaum noch etwas erhalten. Einige Wandgemälde wurden aus der Wand geschnitten und befinden sich im Archäologischen Nationalmuseum Neapel. Aus dem Haus sollen zahlreiche wertvolle Objekte stammen. Auf der Fassade des Hauses wird ein gewisser Inventus genannt, bei dem es sich vielleicht um den letzten Eigentümer handelt.

## Beschreibung
Das Haus wird über die Fauces betreten. Auf der linken Seite (VI 14 41) gab es eine Werkstatt und eine Treppe zu einem einstigen Obergeschoss. Hinter den Fauces liegt das Atrium mit einem Kalksteinimpluvium, worauf ein Tablinum folgt. Im hinteren Teil des Hauses befindet sich ein kleiner Garten. Die meisten Räume im Haus waren im 3. Stil und im Kandelaber-Stil ausgemalt, wobei diese in etwa gleichzeitig sind. Einige Räume zeigten auch eine Übermalung im 4. Stil. Ein Wandgemälde aus dem Haus, das sich heute im Archäologischen Nationalmuseum Neapel (Inv. Nr. 9017) befindet, zeigt eine Malerin bei der Arbeit. Lawrence Richardson Jr. schreibt dieses Bild dem Kindheit des Bacchus-Maler zu, der dem 4. Stil zuzuordnen ist. Ein weiteres Wandgemälde, das sich heute auch in Neapel befindet (Inv. Nr. 9378), zeigt Phaedra und ihre Amme.